# سینما مهر (آبادان)
سینما مهر یک سینما در شهر آبادان، ایران است.
این سالن که متعلق به اداره ارشاد آبادان بوده پس از واگذاری به بخش خصوصی در سال ۱۳۹۴ به عنوان سینما تأسیس شده‌است.